# بثينة خضر مكي
بثينة خضر مكي روائية وكاتبة سودانية، ولدت في مدينة شندي ، مؤسسة «رابطة الأديبات السودانيات» في جمهورية السودان، ومؤسس «مركز بثينة خضر مكي للإبداع والتنوير والفنون»، وعضو مؤسس في «الاتحاد القومي للأدباء والكتاب السودانيين»، وعضو «اتحاد الكتاب العرب» ولقبت بـ"ايقونة الرواية النسوية السودانية ".
شغلت منصب رئيس «رابطة الأديبات السودانيات» كأول رئيس لها، وعضوية «المجلس الوطني السوداني».

## المؤهلات الأكاديمية
1- بكالوريوس آداب لغة إنجليزية - تقدير (جيد جداً) - جامعة الملك عبدالعزيز جدة-المملكة العربية السعودية (1978) .
2- دبلوم تدريس اللغة الانجليزية كلغة أجنبية - كلية الآداب - جامعة الخرطوم - قسم الدراسات العليا (1988) .
3- شهادة الدبلوم العالي في الفولكلور - جامعة الخرطوم - قسم الدراسات العليا (1992) .

## المؤلفات الأدبية
الروايات:
• أغنية النار(1998).
• صهيل النهر(2000).
• حجول من شوك (2005).
• بوابات الرحيل (2018).
• حصار الامكنة (2019).
قصص قصيرة:
• النخلة والمغنى (1993).
• أشباح المدن (1994).
• أطياف الحزن (1996).
• أهزوجة المكان (2001).
• رائحة الخريف (2006).
• عودة لجين (2017).
• صحوة قلب (2019).
مؤلفات اخرى:
• غطاء الصمت (نصوص أدبية) (1996).
• مقاطع على السلم الخماسى (نصوص أدبية) (2003).
• تأصيل التراث في التربية والتعليم (مقالات أكاديمية) (2004).
• أنساق الكلام (مقالات منشورة) (2016).
كتب الأطفال:
• فتاة القرية (قصص طويلة للأطفال (1993).
• الأمير الثعبان (قصة مترجمة).
• فاسيليسيا الجميلة (قصة مترجمة للأطفال).

## الخبرات العملية
عملت بوزارة التربية والتعليم بالسودان كمعلمة لغة انجليزية بالمرحلة الثانوية من (1978 ـــ 1990)، وعملت معلمة لتدريس اللغة الانجليزية بالمدارس الحكومية للمرحلة الثانوية ــــ الشارقة ـــ دولة الأمارات العربية المتحدة (1990 ـــ 1992) ، وكانت خلال فترة عملها بالتدريس تقوم بالأشراف على الصحافة المدرسية والكتابة في العديد من الصحف المحلية و عملت في (دار النشر التربوى) وهى الجهة التى تصدر عنها المجلات التابعة لوزارة التربية والتعليم، مثل مجلة الصبيان ومجلة الجيل للشباب ومجلة رسالة المعلم وهى موجهة لقطاع المعلمين، وهى ايضا الجهة التى تشرف على اعداد الكتب المدرسية للمراحل الابتدائية والمتوسطة والثانوية ، وأيضاً شغلت وظيفة مدير تحرير مجلة (رسالة المعلم) ثم (مجلة الصبيان) (1988) تم إنتدابها من وزارة التربية والتعليم للعمل بدار النشر بجامعة الخرطوم، لتأسيس قسم كتب ومطبوعات الأطفال بدار نشر جامعة الخرطوم، وذلك في إطار التعاون بوزارة التربية والتعليم وجامعة الخرطوم ، وكانت رئيس قسم النشر (1988 ـــ 1990).

## الشهادات التقديرية والأوسمة
عضو البرلمان (المجلس الوطنى) في حكومة الوحدة الوطنية (2008 ـــ 2009) ، وعضو المجلس الوطنى المنتخب (2010 ـــ 2015) ، وحازت على (وسام العلم والآداب والفنون) المقدم من رئاسة الجمهورية تقديرا لما قدمت من أعمال جليلة للدولة ، في ميدان التربية والتعليم والعلوم والآداب والفنون (26 مارس 2003) ، كما فازت بجائزة الإبداع والتميز العلمى في مجال آداب اللغة العربية عن (مجموعة إنتاجها في الأدب العربى) على مستوى العلمين (8 مارس 2003) ، وحازت على شهادة تقديرية من إتحاد الشباب السودانى (لجنة القاهرة) دورة (1997ــــــ 1998) ، وحازت أيضاً على شهادة تقديرية من رابطة طلاب كمبيوتر مان ضمن فعاليات يوم المرأة السودانية الماضى ــــ الحاضر ــــ المستقبل دورة (2002 ــــ 2003) ، وحازت على شهادة تقديرية من رابطة طلاب الشهادة العربية بالجامعات السودانية ضمن فعاليات (مهرجان الثقافة الأول 2003) ، وأيضاً فازت بالجائزة التقديرية في مسابقة (غانم غباش) للقصة القصيرة عام (1993) التى ينظمها إتحاد كتاب و أدباء الأمارات العربية المتحدة ، وتم تكريمها ممثلة للسودان في مهرجان المبدعات العربيات بالقاهرة (2019).

## نشاطها
بثينة خضر مكي، ترأست رابطة الأديبات السودانيات، يرونها في بلاد النيل، أيقونة الرواية السودانية النسوية، ويراها المثقفون كثيرة الإنتاج، متفردة الأسلوب، تجمع بين الأدب السياسي والاجتماعي والنفسي، تبدع في كل ما تطرحه مستخدمة تقنيات وأساليب كتابة الرواية الحديثة.
رحلة طويلة خاضتها بثينة مكي، بدأت من الكتابة الصحفية والقصة القصيرة، ثم إلى مجال الرواية، فتميزت، وأبدعت في عدة روائع أدبية، هي: "أغنية النار وصهيل النهر وحجول من شوك، وأشباح المدن، وفتاة القرية، ورائحة الخريف، وغيرها".